# Karumathampatti
Karumathampatti è una suddivisione dell'India, classificata come town panchayat, di 26 162 abitanti, situata nel distretto di Coimbatore, nello stato federato del Tamil Nadu. In base al numero di abitanti la città rientra nella classe III (da 20 000 a 49 999 persone).

## Geografia fisica
La città è situata a 11° 7' 0 N e 77° 10' 60 E e ha un'altitudine di 328 m s.l.m.

## Società

### Evoluzione demografica
Al censimento del 2001 la popolazione di Karumathampatti assommava a 26 162 persone, delle quali 13 473 maschi e 12 689 femmine. I bambini di età inferiore o uguale ai sei anni assommavano a 2 613, dei quali 1 312 maschi e 1 301 femmine. Infine, coloro che erano in grado di saper almeno leggere e scrivere erano 18 151, dei quali 10 342 maschi e 7 809 femmine.